# Jon Spaihts
Jon Spaihts, född 1970 i New York, är en amerikansk manusförfattare. Hans manus till den första av Denis Villeneuves Dune-filmer nominerades till en Oscar för bästa manus efter förlaga.

## Filmografi (i urval)
- 2012 – Prometheus
- 2016 – Passengers
- 2016 – Doctor Strange
- 2021 – Dune
- 2024 – Dune: Part Two